# Landesverband Erneuerbare Energien NRW
Der Landesverband Erneuerbare Energien NRW (LEE NRW) ist ein Interessenverband von Unternehmen, Verbänden und Einzelpersonen zur Förderung des Ausbaus Erneuerbarer Energien in Nordrhein-Westfalen.

## Aufgabe und Position
Nach dem Vorbild entsprechender Dachorganisationen in der Europäischen Union (European Renewable Energies Federation) und auf Bundesebene (Bundesverband Erneuerbare Energie) vertritt der LEE NRW auf der nordrhein-westfälischen Landesebene die Erneuerbare-Energien-Wirtschaft gegenüber Politik, Medien und Öffentlichkeit.
Der Verein setzt sich dafür ein, langfristig eine umweltverträgliche, sichere, kostengünstige und dezentrale Energieversorgung herzustellen, die in allen Sektoren (Strom, Wärme und Verkehr) zu 100 Prozent auf Erneuerbaren Energien beruht.
Der LEE unterstützt proaktiv den Ausbau von Photovoltaik, Windenergie, Bioenergie, Wasserkraft und Geothermie in Nordrhein-Westfalen.

## Organisation
Zum Landesverband Erneuerbare Energien NRW gehören fünf Regionalverbände (Düsseldorf/Ruhr, Köln/Rheinland, Ostwestfalen, Südwestfalen und Münsterland), die sich für die Energiewende auf regionaler Ebene einsetzen.
Vorsitzender des LEE NRW war von Dezember 2016 bis Mai 2023 Reiner Priggen, der unter anderem Teil der Kommission für Wirtschaft, Strukturwandel und Beschäftigung („Kohlekommission“) des BMWi war. Ihm folgte im Amt der ehemalige Regierungspräsident des Regierungsbezirks Arnsberg, Hans-Josef Vogel.
Von 2019 bis 2024 war Christian Mildenberger Geschäftsführer des LEE NRW.